# Rosemary's Baby - Nastro rosso a New York
Rosemary's Baby - Nastro rosso a New York (Rosemary's Baby) è un film del 1968 scritto e diretto da Roman Polański, con protagonista Mia Farrow, tratto dall'omonimo romanzo di Ira Levin.
Primo film realizzato da Polański negli Stati Uniti, è considerato una pietra miliare del cinema, soprattutto per la tensione psicologica enfatizzata da una regia naturalistica e per il trattamento del tema del satanismo, che all'epoca aprì la strada a blockbuster come L'esorcista (1973) e Il presagio (1976).
Già alla sua uscita ottenne ottime recensioni dalla critica e si rivelò un successo al botteghino. Per la sua interpretazione della sinistra Minnie Castevet l'attrice Ruth Gordon ottenne un Oscar e un Golden Globe come miglior attrice non protagonista.
Nel 2001 l'American Film Institute lo ha inserito al 9º posto nella lista dei cento film più coinvolgenti e avvincenti del cinema americano e nel 2014 è stato scelto per la conservazione nel National Film Registry della Biblioteca del Congresso degli Stati Uniti, in quanto giudicato "di rilevante significato estetico, culturale e storico". Nel 2020 è stato introdotto nella Hall of Fame della Online Film & Television Association.

## Trama
I novelli sposi Rosemary e Guy Woodhouse si trasferiscono nell'appartamento di uno storico palazzo di New York che, secondo il loro amico Hutch, ha una famigerata storia fatta di omicidi, suicidi e riti satanici. Qui Rosemary fa la conoscenza di Terry, una ex ragazza sbandata che è stata accolta in casa dagli anziani vicini Minnie e Roman Castevet e che pochi giorni dopo muore lanciandosi da una finestra. Sebbene Rosemary cerchi di evitare i due invadenti vicini, questi sembrano conquistare Guy, ambizioso attore all'inizio della carriera che comincia a trascorrere le sue serate con loro. Quando un attore rivale perde misteriosamente la vista, Guy ottiene la sua parte in uno spettacolo di Broadway e per celebrare la sua fortuna propone a Rosemary di avere un bambino.
La sera stessa i due cenano a lume di candela e terminano con un dessert offertogli da Minnie. Rosemary non sembra apprezzarlo ma Guy la convince a mangiarlo. Improvvisamente la ragazza sviene e durante la notte vive un incubo in cui il marito e i Castevet la consegnano ad un essere mostruoso che la possiede. Il mattino dopo Guy le confessa di aver avuto un rapporto con lei mentre era priva di sensi e un mese dopo il dottor Hill le comunica che è incinta. Guy è colmo di felicità e corre a dare la notizia ai Castevet, che consigliano subito a Rosemary di cambiare ginecologo e di rivolgersi al dottor Sapirstein, loro amico personale.
Sapirstein prescrive a Rosemary delle bevande a base di erbe che incarica Minnie di preparare regolarmente, ma durante i primi mesi di gravidanza Rosemary ha un calo di peso e prova forti dolori al ventre. Allarmato dalle sue condizioni, Hutch indaga sulle strane pozioni e dopo qualche giorno dà a Rosemary un appuntamento per rivelarle ciò che ha scoperto. Hutch però non si presenta e Rosemary scopre che il vecchio amico è misteriosamente entrato in coma, iniziando a sospettare che il ginecologo e i Castevet stiano cospirando per nuocere a lei e al suo bambino. I suoi sospetti diventano una certezza quando, grazie ad un libro sulla stregoneria che le viene consegnato da un'amica di Hutch dopo la sua morte, scopre che Roman Castevet altri non è che Steven Marcato, il figlio del celebre stregone Adrian Marcato.
Rosemary racconta tutto a Guy, la cui carriera sembra essere ormai decollata. Questi minimizza e cerca di tranquillizzarla, ma la ragazza ormai è convinta di essere vittima di una congiura nella quale è coinvolto anche il marito e cerca rifugio presso il dottor Hill, che però la tradisce consegnandola ai cospiratori. Rosemary viene riportata nel suo appartamento dove viene sedata. Al suo risveglio, Guy la informa che ha avuto il bambino, un maschio, ma che per alcune complicazioni non è sopravvissuto al parto. Dopo alcuni giorni di convalescenza, attraverso le pareti Rosemary sente un bambino piangere nell'appartamento dei Castevet. Armatasi con un coltello, scopre un passaggio verso il soggiorno di questi ultimi, dove tutti i condomini stanno celebrando la nascita del figlio di Satana donatogli da Guy in cambio del successo. Rosemary si ritrae sconvolta alla vista del bambino. Tutti quelli che vivono nel condominio sono membri di una setta e tutto è stato predisposto per far nascere l'anticristo e iniziare un principio del male che spargerà sulla terra. Guy propone infine a Rose ora che è ricco e famoso di avere un figlio loro, ma lei, colma di disprezzo gli sputa in faccia e si avvicina alla culla, rimproverando una donna della setta che la sta muovendo male per fare dormire il bambino. Rose incoraggiata da Roman Castevet, che le ricorda che il figlio è comunque suo, si avvicina alla culla e la dondola dolcemente.

## Produzione
(Ira Levin)
Il 7 marzo 1967, il Los Angeles Times annunciò che la William Castle Enterprises stava per produrre la versione cinematografica del romanzo Rosemary's Baby di Ira Levin, che sarebbe stato pubblicato la settimana seguente. La Paramount Pictures acquistò i diritti del romanzo dalla Random House e Robert Evans, nuovo vicepresidente dello studio, affidò la produzione a William Castle mettendogli a disposizione un budget di 1,9 milioni di dollari.

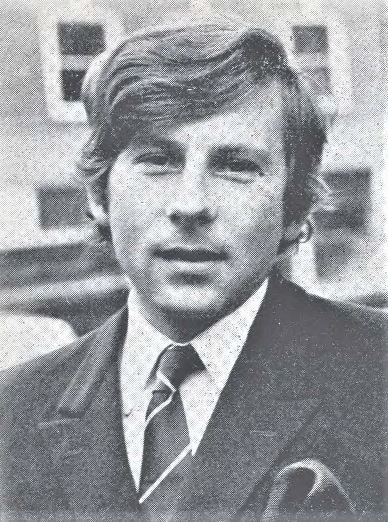
Roman Polański nel 1969.

Castle avrebbe voluto dirigere Rosemary's Baby utilizzando la tecnica "Illusion-O", già usata per I 13 fantasmi del 1960 e che permetteva di vedere alcuni dettagli del film in 3-D con l'uso di particolari occhiali, nonché ingaggiare Vincent Price come co-protagonista, ma dovette accontentarsi del solo ruolo di produttore. Il 13 marzo 1967 fu infatti annunciato il coinvolgimento di Roman Polański, i cui primi due film in particolare avevano impressionato Evans, che si sarebbe occupato della regia e della sceneggiatura. In seguito il regista francese François Truffaut affermò che il progetto era stato inizialmente proposto ad Alfred Hitchcock, che aveva rifiutato perché non interessato al materiale.
Evans riuscì ad attirare Polański a Hollywood con la scusa di discutere una sceneggiatura ambientata nel mondo dello sci alpino chiamata Downhill Racer. Il regista, appassionato di sci, stava giusto partendo per le piste del Vermont e dieci giorni dopo raggiunse il produttore, il quale gli confessò che Downhill Racer era stata solo un pretesto e ciò che voleva davvero era che leggesse le bozze del romanzo di Levin. «All'inizio pensai che avessero fatto un errore», ricordò Polański nel 1969, «perché sembrava una cosa sdolcinata alla Doris Day, ma decisi di leggere un po' di più per vedere come andava a finire... Alle quattro ero ancora sdraiato sul letto, circondato dalle pagine del manoscritto. Non riuscivo proprio a fermarmi». Lo stesso giorno Polański firmò il contratto e iniziò a scrivere l'adattamento (prima volta che accadeva dato che finora aveva sempre diretto i propri soggetti) che terminò in poco più di tre settimane il 19 aprile 1967.
Sebbene avesse avuto dubbi sul giovane regista europeo, Castle cambiò decisamente idea durante il loro primo incontro: «Roman era un tipo originale... Dopo cinque minuti, questo polacco stava già raccontando storie folli... a metà tra Shakespeare e il teatro dell'assurdo. Forse è per questo che ci siamo trovati così bene, siamo usciti entrambi dalla stessa scuola di recitazione». Il 10 gennaio 1968, poco dopo la fine delle riprese, il Daily Variety pubblicò una lettera di ringraziamento a Polański in cui il produttore scrisse che sentiva il bisogno di "dichiarare ufficialmente" le sue lodi per il talento, la profondità, la cooperazione e l'abilità tecnica del regista.
Anche se dopo l'uscita del film si diffuse la voce secondo cui Anton LaVey, esoterista e fondatore della Chiesa di Satana, avrebbe fornito a Polański la sua consulenza sul tema del satanismo e sarebbe apparso nelle vesti del diavolo nella sequenza dello stupro di Rosemary, tale voce è stata smentita da diverse fonti.

### Cast

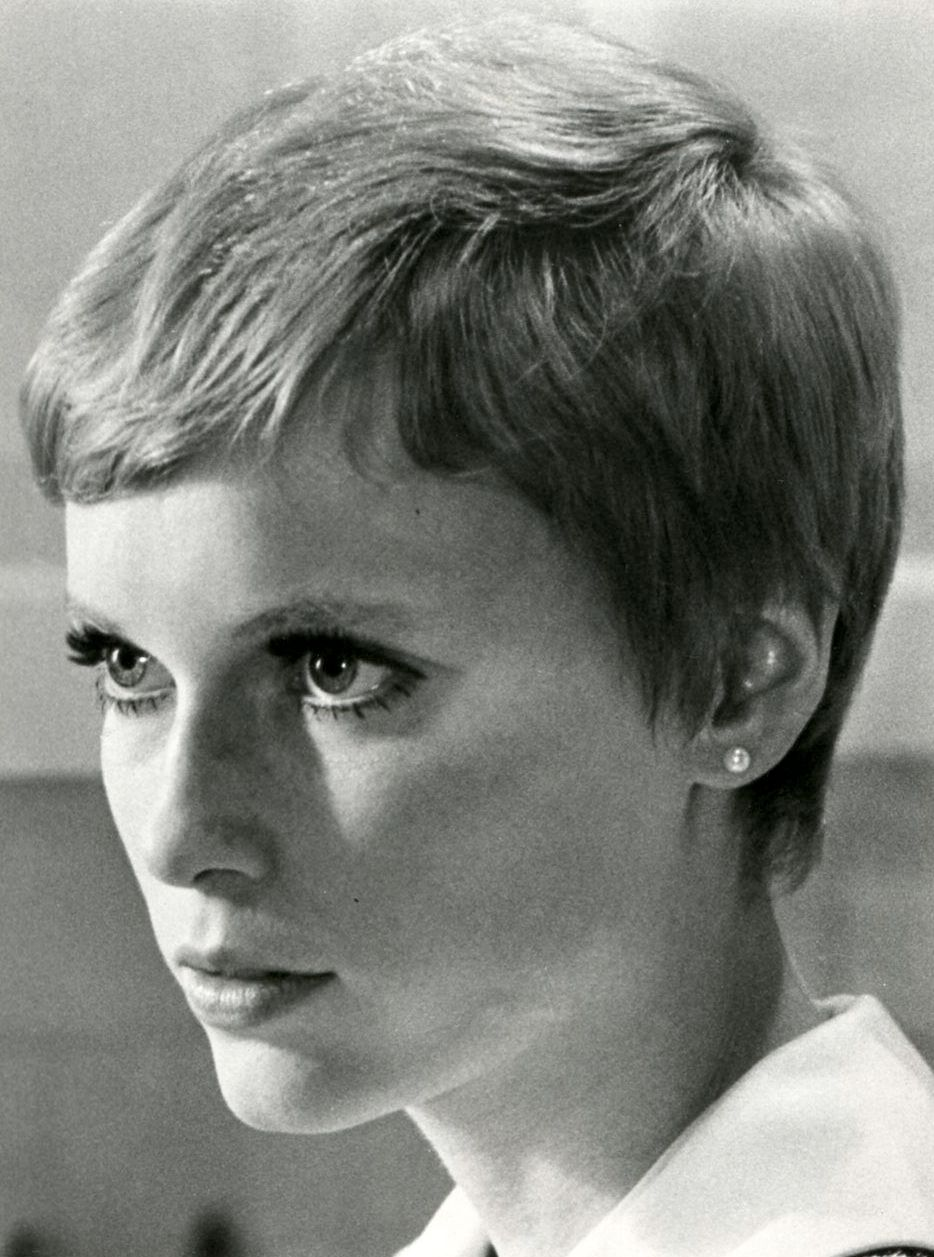
«Uno dei momenti che ricordo è la scena in cui cammino nel traffico newyorchese. Roman mi disse: "Tu vai... Non ti fermare. Noi ti seguiamo con la macchina da presa. Non è pericoloso: nessuno vorrà investire una donna incinta"» (Mia Farrow).

Nel maggio 1967 William Castle e Roman Polański iniziarono a sviluppare il progetto pensando a Warren Beatty e Sharon Tate, futura moglie del regista, per i ruoli principali. Tuttavia, alcuni giorni dopo il Daily Variety dichiarò che la Paramount stava negoziando con la 20th Century Fox per avere in prestito Mia Farrow, giovane protagonista della soap opera Peyton Place e già vincitrice di un Golden Globe come miglior attrice debuttante nel 1965 per Cannoni a Batasi. All'inizio di luglio, dopo che erano state prese in considerazione anche Jane Fonda, Natalie Wood, Patty Duke e Tuesday Weld, la Farrow fu confermata nel cast per il ruolo di Rosemary Woodhouse.
L'attrice esibì per la prima volta in Rosemary's Baby il taglio di capelli pixie cut, che in una sequenza Rosemary mostra al marito dichiarando: «Sono stata da Vidal Sassoon». Il celebre hairstylist arrivò da Londra durante la lavorazione del film e il taglio fu immortalato da numerosi fotografi presenti nei Paramount Studios. Il 10 maggio 2012, dopo la morte di Sassoon, l'attrice ha però smentito l'episodio: «Vidal Sassoon mi spuntò i capelli come trovata pubblicitaria per Rosemary's Baby. In realtà mi ero tagliata i capelli due anni prima». In effetti, tutte le foto circolanti mostrano Mia Farrow con i capelli già corti.
Per il ruolo di Guy furono presi in considerazione Jack Nicholson, Laurence Harvey, Dean Jones e Robert Redford, prima che Polański suggerisse l'attore e regista John Cassavetes che aveva già conosciuto a Londra. I due si scontrarono ripetutamente durante la lavorazione e Polański dichiarò in seguito che quella con Cassavetes non fu un'esperienza facile sul set: «A lui piaceva improvvisare, a me no. Non si sentiva a suo agio nel ruolo... Non voleva nemmeno che le sarte lo vestissero: preferiva restare con le sneakers ai piedi. Gli toglievi le sneakers e cominciavano i problemi di recitazione». In seguito Cassavetes, il cui film Volti uscì lo stesso anno di Rosemary's Baby ottenendo un premio a Venezia e tre candidature agli Oscar, replicò a proposito del regista: «Non si può contestare il fatto che sia un artista, ma bisogna dire che Rosemary's Baby non è arte».
La parte della diabolica Minnie Castevet fu affidata a Ruth Gordon, già affermata attrice teatrale negli anni trenta e in seguito attiva soprattutto come sceneggiatrice, e anche per gli altri ruoli di supporto Polański scelse veterani di Hollywood come Ralph Bellamy (L'orribile verità), Sidney Blackmer (Piccolo Cesare), Elisha Cook Jr. (Il mistero del falco) e Patsy Kelly (Gioia di vivere), che avevano da tempo intrapreso la carriera televisiva.
Quando si incontrano nella lavanderia, Rosemary dice a Terry che le ricorda l'attrice e modella Victoria Vetri (anche se nella versione doppiata in italiano è diventata Vittoria West). Terry è effettivamente interpretata da Victoria Vetri, accreditata nel film come Angela Dorian, il nome con cui era appena diventata Playmate dell'anno.
In una scena compare brevemente anche il produttore del film William Castle (l'uomo col sigaro fuori dalla cabina telefonica da cui Rosemary chiama il dott. Hill), mentre la voce al telefono di Donald Baumgart è quella di Tony Curtis.

### Riprese

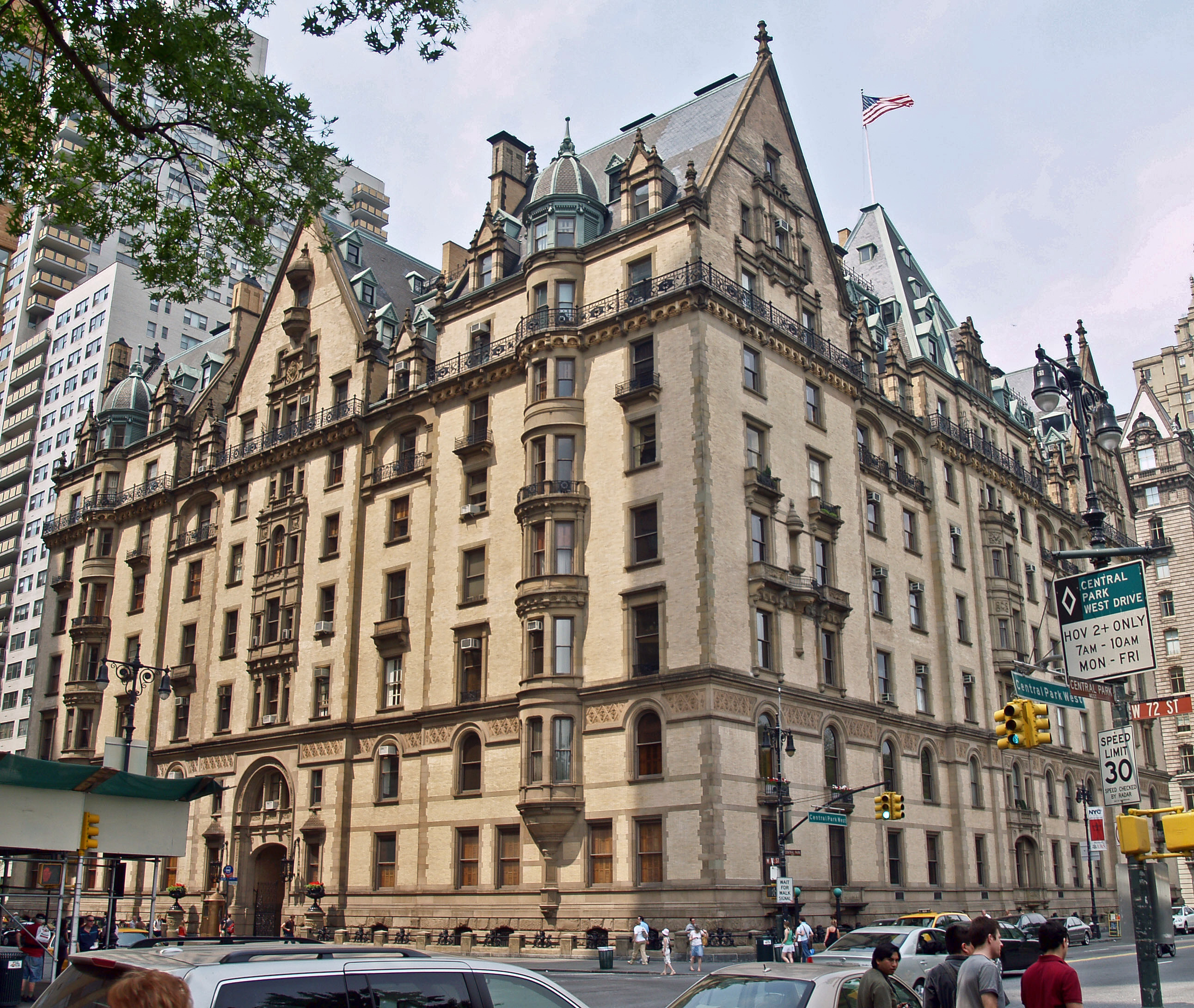
L'edificio residenziale Dakota di Manhattan.

Le riprese iniziarono il 21 agosto 1967 e furono effettuate prevalentemente intorno al centro di Manhattan a New York. Per gli esterni del palazzo in cui vivono Guy e Rosemary fu utilizzato l'edificio residenziale Dakota (rinominato Bramford nel film), situato nell'Upper West Side, che fu anni dopo residenza di John Lennon e davanti al quale venne ucciso, mentre gli interni degli appartamenti furono girati successivamente ai Paramount Studios di Hollywood. Alla fine di ottobre la produzione si spostò a Playa del Rey in California, dove vennero filmate altre sequenze in esterna.
La lavorazione subì dei ritardi e il costo finale fu di 2,3 milioni di dollari, 400.000 dollari oltre il budget iniziale. Le riprese terminarono il 20 dicembre 1967, più di un mese oltre il termine previsto, tanto che finirono per sovrapporsi con l'inizio di quelle di Inchiesta pericolosa, in cui Mia Farrow avrebbe dovuto recitare insieme al marito Frank Sinatra. La 20th Century Fox chiese alla Paramount di interrompere la produzione, offrendo la copertura dei costi, e lo stesso Sinatra esortò l'attrice a lasciare il set di Rosemary's Baby minacciando di mettere a termine il loro matrimonio. Tuttavia la Farrow scelse di completare il film e la Fox la sostituì con Jacqueline Bisset. Il 23 novembre, dopo poco più di un anno di matrimonio, il Los Angeles Times annunciò la separazione di Sinatra dalla Farrow, che apprese la notizia sul set dall'avvocato di Sinatra, Mickey Rudin.
Le riprese furono caratterizzate dalle continue tensioni tra Polański e John Cassavetes. Quest'ultimo contestò in particolare le troppe ripetizioni delle scene imposte dal regista che, a suo avviso, facevano perdere agli attori la loro freschezza e lo spazio per riprodurre l'emozione. Inoltre Cassavetes propose spesso le sue idee, tutte regolarmente bocciate da Polański, e ciò contribuì ad aumentare il conflitto tra i due. Il direttore della fotografia William A. Fraker ha riferito in seguito un episodio accaduto un giorno sul set: «Stavamo lavorando e all'improvviso udimmo queste grida, John uscì da dietro il set e iniziò a camminare verso la porta. Stava urlando "Non ci sono star in questo dannato film. Tu sei la star". E Roman sporse la testa da dietro il set e disse "Ci puoi giurare!"»

## Colonna sonora
La colonna sonora del film, composta da Krzysztof Komeda ed eseguita dall'orchestra diretta da Dick Hazard, fu distribuita nel 1968 dalla Dot Records. Nel 2005 è uscita un'edizione rimasterizzata su CD della Harkit Records con alcune tracce bonus. Il brano Lullaby, cantato da Mia Farrow, fu pubblicato come 45 giri e raggiunse la 33ª posizione nella classifica "Adult Contemporary" di Billboard nell'agosto 1968.
Edizione originale
1. Lullaby, Part 1 – 2:20 (cantata da Mia Farrow)
2. The Coven – 0:45
3. Moment Musical – 2:00
4. Dream – 3:45
5. Christmas – 2:05
6. Expectancy – 2:21
7. Main Title – 2:25 (cantata da Mia Farrow)
8. Panic – 2:02
9. Rosemary's Party – 2:05
10. Through the Closet – 1:44
11. What Have You Done to Its Eyes – 1:27
12. Happy News – 1:57

Edizione del 2005
1. Main Title Vocals – 2:32 (cantata da Mia Farrow)
2. Lullaby - Variation 2 – 2:12
3. Lullaby - Variation 3 – 1:01
4. The Coven - 1 – 0:21
5. The Coven - 2 – 4:04
6. Making Love In the Appartment – 2:10
7. Lullaby - Variation 4 – 1:02
8. Dream – 2:00
9. Guy Watching TV – 1:28
10. Expectancy – 0:32
11. Lullaby - Variation 5 – 1:13
12. The Coven - 3 – 0:46
13. Happy News – 1:06

1. The Coven - 4 – 0:34
2. Panic – 1:59
3. More Panic – 1:38
4. Lullaby - Variation 6 – 1:09
5. Through the Closet – 0:34
6. Panic Again – 1:26
7. Realization – 1:53
8. What Have You Done to Its Eyes? – 0:32
9. Main Title Vocals – 2:22 (cantata da Mia Farrow)
10. Rosemary's Baby - Jazz Vocal – 5:54 (cantata da Urszula Dudziak)
11. Komeda Composing 1 – 2:15
12. Komeda Composing – 4:06

## Distribuzione
Dopo l'anteprima per la stampa del 21 maggio 1968 al DGA Theater di Los Angeles, il film fu proiettato il 12 giugno al Criterion and Tower East Theatre di New York e due giorni dopo al Majestic Crest Theatre di Westwood.

### Data di uscita
- 12 giugno 1968 negli Stati Uniti (Rosemary's Baby) e in Canada (Rosemary's Baby)
- 17 ottobre in Francia (Rosemary's Baby) e in Germania Ovest (Rosemary's Baby)
- 24 dicembre in Italia (Rosemary's Baby - Nastro rosso a New York)
- 26 dicembre in Svezia (Rosemarys baby)
- 11 gennaio 1969 in Grecia (Το παιδί της Ρόζμαρυ) e in Giappone (Rôsumarî no akachan)
- 16 gennaio nei Paesi Bassi (Rosemary's Baby)
- 17 gennaio in Finlandia (Rosemaryn painajainen)
- 23 gennaio nel Regno Unito (Rosemary's Baby)
- 3 febbraio in Spagna (La semilla del diablo)

- 5 febbraio in Danimarca (Rosemary's Baby)
- 28 febbraio in Portogallo (A Semente do Diabo)
- 27 marzo in Argentina (El bebé de Rosemary)
- 5 aprile in Colombia (El bebé de Rosemary)
- 11 aprile in Belgio (Le bébé de Rosemary)
- 28 aprile in Norvegia (Rosemary's Baby)
- 21 maggio in Brasile (O Bebê de Rosemary)
- 19 giugno in Messico (El bebé de Rosemary)
- 28 marzo 1972 in Irlanda (Rosemary's Baby)

### Edizioni home video
Rosemary's Baby è stato distribuito in DVD nel 2000 dalla Paramount Home Video, con alcuni extra tra cui il documentario Mia and Roman, realizzato da Shahrokh Hatami durante la lavorazione del film e proiettato nel luglio 1968 al Lytton Center di Hollywood. Nel 2012 è uscito in formato Blu-ray per la Criterion Collection con interviste a Roman Polański, Mia Farrow, Robert Evans e allo scrittore Ira Levin e il documentario Komeda, Komeda, sulla vita dell'autore della colonna sonora.

## Accoglienza
Il film fu condannato dal National Catholic Office for Motion Pictures che citò diverse scene di nudità come fattori decisivi, ma ancora più importante «l'uso perverso che il film fa delle credenze cristiane fondamentali, specialmente negli eventi che circondano la nascita di Cristo, e la sua presa in giro di persone e pratiche religiose». Alcuni cattolici praticanti dell'industria cinematografica difesero il film sulla base del fatto che trattava Satana come un'entità reale, riaffermando quindi il "pensiero religioso tradizionale". Allo stesso modo offeso da alcuni dei contenuti religiosi del film, il British Board of Film Censors eliminò 15 secondi dalla scena in cui Rosemary è posseduta dal diavolo.
Il 26 gennaio 1969, in un articolo apparso sul Los Angeles Times l'autore di fantascienza Ray Bradbury criticò il modo in cui il film terminava e propose quello che sarebbe stato il "suo finale". Secondo Bradbury, Rosemary avrebbe dovuto rubare il bambino ai satanisti, correre in una cattedrale e pregare sull'altare: "O Signore, o Dio, o Signore Dio. Riprenditi tuo Figlio!" mentre i satanisti, non potendo entrare nell'edificio sacro, avrebbero sbirciato dalle porte aperte. Da parte sua, nel febbraio 1969 Polański difese il finale mentre parlava come oratore ospite in una lezione di cinema della University of Southern California: «Sono ateo e rimarrò fedele al mio basale istinto materno fino alla fine».

### Incassi
Il film si rivelò un grande successo al box office, incassando 33,4 milioni di dollari nei soli Stati Uniti. Nei successivi quarant'anni avrebbe incassato una cifra stimata di 87 milioni di dollari negli Stati Uniti e circa la metà oltreoceano.

### Critica
Il sito Rotten Tomatoes riporta il 96% di recensioni professionali con giudizio positivo e il seguente consenso critico: «Una terrificante storia di satanismo e gravidanza che è ancora più inquietante di quanto sembri grazie alle performance convincenti e intense di Mia Farrow e Ruth Gordon». Il sito Metacritic assegna al film un punteggio di 96 su 100 basato su 15 recensioni, indicando un "plauso universale".
La rivista Variety lo definì «un'eccellente versione cinematografica del diabolico romanzo di Ira Levin», apprezzando le prove dei due protagonisti e di Ruth Gordon («allegramente sfrenata nel suo assillante fine personale») e aggiungendo che Polański «ha trionfato nel suo primo film prodotto negli Stati Uniti. Il film cattura l'attenzione senza violenza esplicita o sangue». Il critico Roger Ebert giudicò il film «macabro e minaccioso, pieno di un inconcepibile senso di pericolo», conferendo gran parte del merito alla regia di Polański e alle «interpretazioni genuinamente ispirate» di Mia Farrow e Ruth Gordon, che giudicò «due delle migliori interpretazioni femminili di quest'anno». Anche il Time sottolineò la capacità recitativa di Mia Farrow, così come la critica Renata Adler che sul New York Times la definì «davvero meravigliosa, pallida, sofferente, quasi costantemente sullo schermo in un ruolo difficile che le richiede per quasi due ore di scoprire ciò che il pubblico ha intuito sin dall'inizio».
Il Monthly Film Bulletin scrisse che "Dopo gli inciampi di Cul-de-Sac e Per favore, non mordermi sul collo", Polanski fosse "ritornato alla ricca vena di Repulsione".  La recensione si soffermava inoltre sulla capacità di Polanski di mostrare "una crescente abilità di evocare minaccia e puro terrore in situazioni famigliari quotidiane" e di come fosse riuscito nella "trasformazione di un thriller abilmente calcolato in una vera opera d'arte".
Tra le recensioni negative ci fu quella del settimanale New York, in cui Judith Crist parlò di «una rivisitazione pedante e servile del romanzo», attribuendo la colpa alla sceneggiatura di Polański «che trascura disastrosamente i personaggi per il risultato. Il coinvolgimento è assente. Tutto è superficie ed è una superficie spianata, senza il luccichio del male che si trova sotto».
In Italia il quotidiano La Stampa scrisse che il film «tiene svegli e divertiti (più che non sgomenti) e tra ironia e brivido invita a un ripensamento moderno della demonologia. La caratterista Ruth Gordon oscura i due protagonisti che non vanno oltre un convenzionale decoro».

## Riconoscimenti
- 1969 – Premio Oscar

Miglior attrice non protagonista a Ruth Gordon
Candidatura per la migliore sceneggiatura non originale a Roman Polański
- 1969 – Golden Globe

Miglior attrice non protagonista a Ruth Gordon
Candidatura per la migliore attrice in un film drammatico a Mia Farrow
Candidatura per la migliore sceneggiatura a Roman Polański
Candidatura per la migliore colonna sonora originale a Krzysztof Komeda
- 1970 – British Academy Film Awards

Candidatura per la migliore attrice protagonista a Mia Farrow
- 1969 – Directors Guild of America Award

Candidatura per il miglior regista cinematografico a Roman Polański
- 1969 – Writers Guild of America Award

Candidatura per la migliore sceneggiatura drammatica a Roman Polański
- 1969 – David di Donatello

Miglior regista straniero a Roman Polański
Migliore attrice straniera a Mia Farrow
- 1968 – Laurel Awards

Candidatura per il miglior film drammatico
Candidatura per la miglior attrice drammatica a Mia Farrow
Candidatura per la miglior attrice non protagonista a Ruth Gordon
- 1969 – Kansas City Film Critics Circle Awards

Miglior attore non protagonista a Sidney Blackmer
Migliore attrice non protagonista a Ruth Gordon
- 1969 – Premio Hugo

Candidatura per la miglior rappresentazione drammatica a Roman Polański e Ira Levin
- 1969 – Edgar Award

Candidatura per il miglior film a Roman Polański
- 1970 – Fotogrammi d'argento

Miglior interprete straniero a Mia Farrow

## Sequel, remake e prequel
Nel 1976 è stato realizzato il film per la televisione Guardate cosa è successo al figlio di Rosemary (Look What's Happened to Rosemary's Baby), sequel diretto da Sam O'Steen con Patty Duke nel ruolo di Rosemary Woodhouse e Ruth Gordon di nuovo in quello di Minnie Castevet. Il film non ha alcun collegamento col romanzo sequel del 1997 Il figlio di Rosemary (Son of Rosemary).
Nel 2008 è stata diffusa la notizia che la Paramount era in trattativa con Michael Bay, Andrew Form e Bradley Fuller della Platinum Dunes per produrre un remake dell'originale, ma il progetto è stato abbandonato l'anno successivo.
Nel maggio 2014 la NBC ha trasmesso negli Stati Uniti la miniserie in due episodi Rosemary's Baby, diretta da Agnieszka Holland e interpretata da Zoe Saldana e Patrick J. Adams. L'adattamento, ambientato a Parigi nel nuovo millennio, è stato trasmesso in Italia da Rai 4 il 5 e 6 ottobre 2015.
Nel 2016 venne realizzato un remake non ufficiale in Turchia intitolato Alamet-i-Kiyamet.
Il film ha avuto un prequel nel 2024, Appartamento 7A (Apartment 7A), ambientato un anno prima degli eventi raccontati in Rosemary's Baby, e approfondisce la storia di Terry Gionoffrio, personaggio che appare brevemente nel film originale.

## Nella cultura popolare
Il film ha ispirato la band britannica Deep Purple per scrivere la canzone "Why Didn't Rosemary?" contenuta nel loro terzo album pubblicato nel 1969 dopo che la band assistette al film al cinema nel corso del loro tour del 1968. Il testo della canzone si pone la domanda "Why didn't Rosemary ever take the pill?" (Perché Rosemary non ha semplicemente preso la pillola?)